# IC 3595
IC 3595 ist ein interagierendes Galaxienpaar im Sternbild Haar der Berenike am Nordsternhimmel. Es ist schätzungsweise 759 Millionen Lichtjahre von der Milchstraße entfernt.
Das Objekt wurde am 23. März 1903 von Max Wolf entdeckt.